# Initiative populaire « Assurance invalidité, vieillesse et survivants (Initiative Rothenberger) »
L'initiative populaire « Assurance invalidité, vieillesse et survivants », appelée également Initiative Rothenberger du nom de son principal initiateur Christian Rothenberger, est une initiative populaire fédérale suisse, rejetée par le peuple et les cantons le 24 mai 1925.

## Contenu
L'initiative propose d'ajouter un l'article 34ter à la Constitution fédérale qui créé une « assurance en cas d'invalidité, de vieillesse et des survivants ». L'initiative précise que ces assurances, qui peuvent être rendues obligatoires, sont appliquées avec les cantons et les caisses d'assurance publiques et privées et sont financées par un fonds initialement alimenté par l'impôt sur les bénéfices de guerre.
Le texte complet de l'initiative peut être consulté sur le site de la Chancellerie fédérale.

## Déroulement

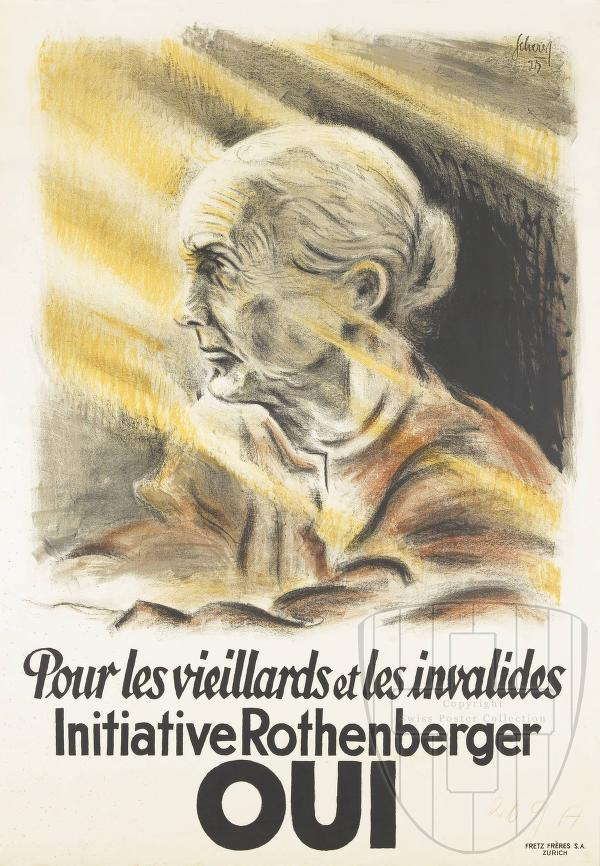
Affiche en faveur de l'initiative Rothenberger.

### Contexte historique
Le concept d'assurance vieillesse et invalidité, mise en place en Allemagne dès 1889, est importé en Suisse par la Société du Grütli avant la fin du XIXe siècle une commission parlementaire est même chargée d'élaborer un article constitutionnel sur le sujet en 1890, mais doit renoncer. L'idée est enterrée pendant vingt ans jusqu'à la grève générale de 1918 lorsque le comité d'Olten l'inscrit dans ses revendications. La même année, le radical bâlois Christian Rothenberger propose au Conseil national de créer un fond d'assurances sociales grâce à l'impôt sur les bénéfices de guerre à un fonds d'assurances sociales. Devant le refus parlementaire, il transforme sa proposition en initiative, immédiatement soutenue par le Parti socialiste suisse.

### Récolte des signatures et dépôt de l'initiative
La récolte des 50 000 signatures nécessaires a débuté le 14 février 1919. Le 17 janvier 1920, l'initiative a été déposée à la chancellerie fédérale qui l'a déclarée valide le 23 mars.

### Discussions et recommandations des autorités
Le parlement et le Conseil fédéral recommandent tous deux le rejet de cette initiative. Dans son message adressé à l'assemblée, le Conseil fédéral rappelle son message du 21 juin 1919, dans lequel il exprime sa volonté de légiférer « au plus vite » dans le domaine de l'assurance sociale. À ce titre, il reconnait que les quatre premiers alinéas de l'initiative « coïncident quant à leur teneur avec le texte complémentaire que le Conseil fédéral proposait d'ajouter à l'article 34 de la constitution fédérale ». La différence motivant le refus du gouvernement de soutenir cette proposition repose sur son mode de financement : si celui-ci  est assuré pour une première tranche de 250 millions de francs, rien dans l'initiative ne précise quels sont les moyens futurs dont dispose la Confédération pour financer le fonds dont les besoins sont estimés à 190 millions annuels.
Le Conseil fédéral, et avec lui les chambres parlementaires, juge indispensable de lier la création des assurances sociales et leur mode de financement dans le même projet de loi.

### Votation
Soumise à la votation le 24 mai 1925, l'initiative est refusée par 14 4/2 cantons et par 58,0 % des suffrages exprimés. Le tableau ci-dessous détaille les résultats par cantons :

## Effets
À la suite de ce refus populaire, la voie devient libre pour la proposition du conseiller fédéral Edmund Schulthess qui est acceptée en votation en décembre de la même année ; cette proposition ne régule cependant ni l'organisation ni le financement des assurances sociales. Le projet se contente de spécifier que l'impôt sur le tabac et celui sur les eaux-de-vie seront dédiés à l'assurance-vieillesse et survivants.
Ce n'est qu'en 1931 que le projet de loi sur le financement de l'AVS, qui met en place un système de caisse cantonale alimentée par une cotisation des ménages vivant en Suisse, est finalement présenté en votation. Il est refusé en décembre, bloquant ainsi le processus jusqu'à la Seconde Guerre mondiale.